# Nicolae Vermont
Nicolae Vermont né le 10 octobre 1866 à Bacău et mort le 14 juin 1932 à Bucarest, est un peintre roumain.
Nicolae Vermont était connu pour ses nombreux sujets et son intérêt pour les questions sociales. Il fut l'un des associés des post-impressionnistes Stefan Luchian et Constantin Artachino, ainsi qu'un ami du collectionneur d'art et homme politique controversé Alexandru Bogdan-Piteşti.

## Galerie
Cliquer sur l'image pour l'agrandir.

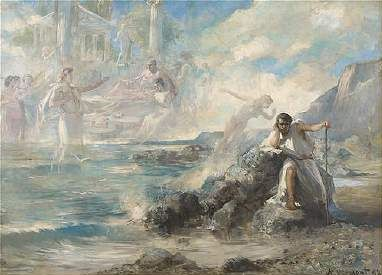
Le rêve d'Ulysse (1893)
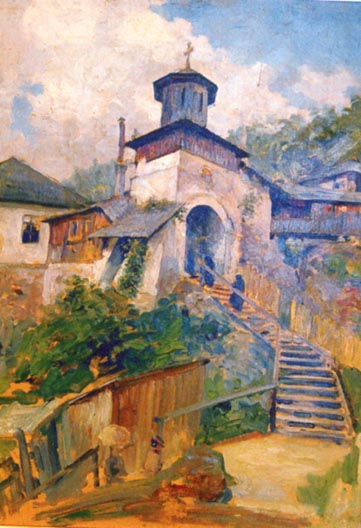
Monastère de Nămăieşti (1901)
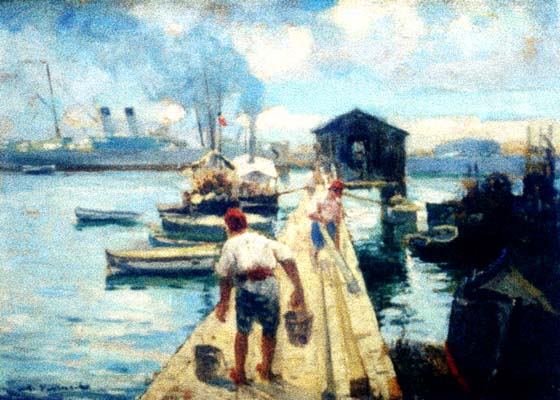
Paysage marin avec le port de Constanţa
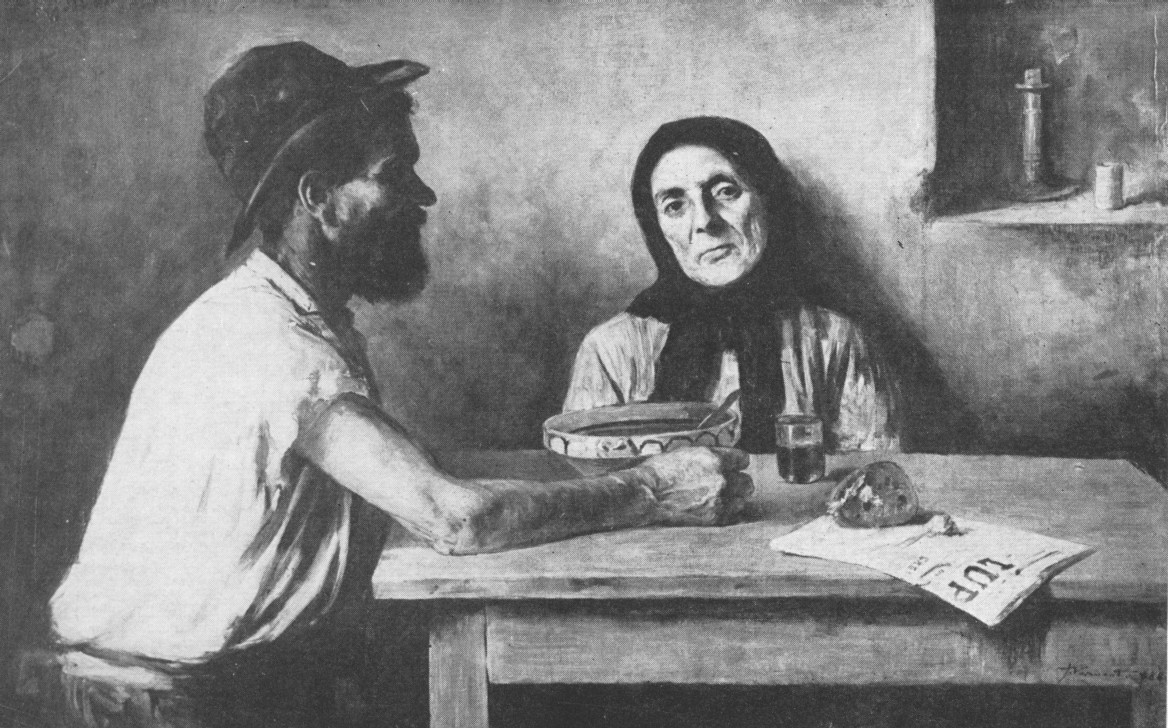
Deux travailleurs en grève
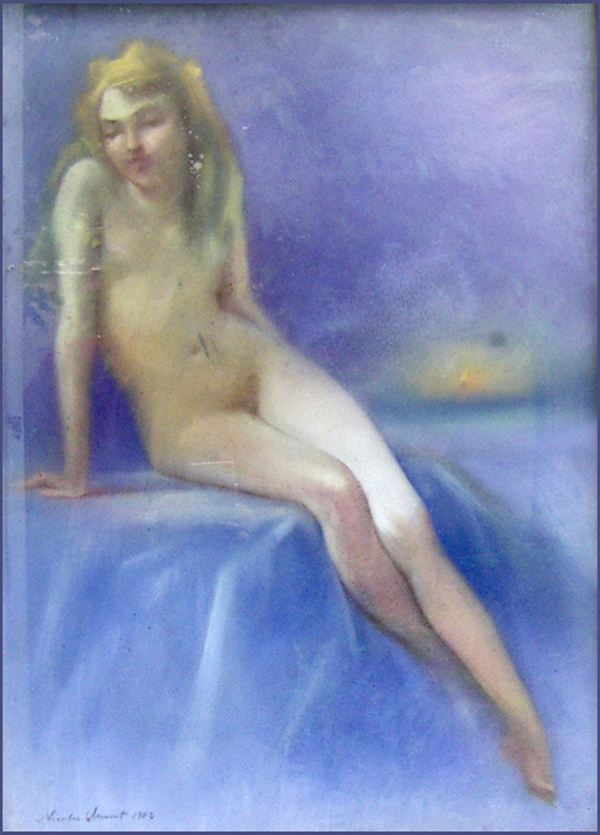
Nue assise (1902)
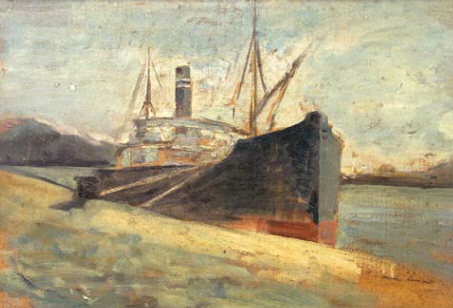
Vaisseau au port
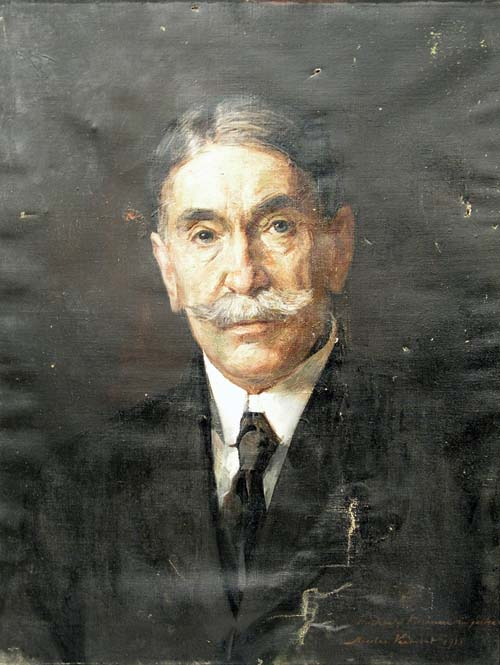
Portrait d'homme (1918)
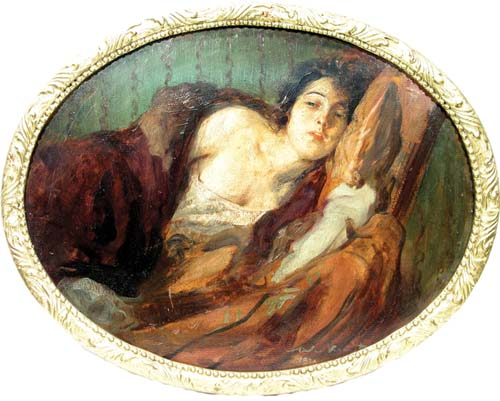
Rêverie (1920)
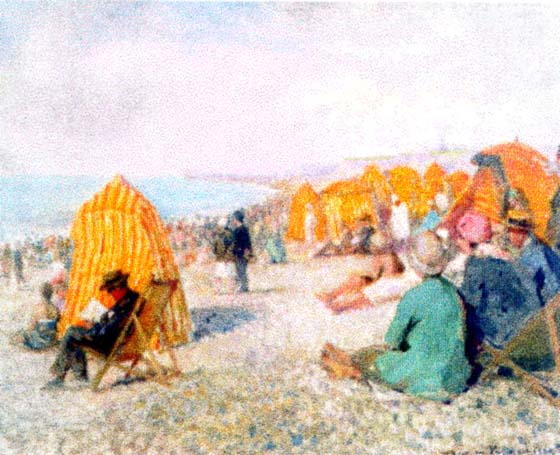
La plage à Dieppe (1929)